# 치리오 스타디움
치리오 스타디움(그리스어: Τσίρειο Στάδιο)은 키프로스 리마솔에 위치한 종합 경기장으로 수용 인원은 13,261명이다. 1975년에 개장하였다. 주로 축구 경기가 열리며 리마솔을 연고지로 두는 AEL 리마솔, 아폴론 리마솔, 아리스 리마솔의 홈 구장이기도 하다. 필드 밖에는 리마솔 육상 클럽(GSO)이 홈구장으로 사용하는 육상 트랙이 구비되어 있다. 리마솔에 새로운 경기장이 건설될 예정이며, 2020년에 개장할 새 경기장은 치리오 스타디움을 대체하여 건설될 것이라 예상된다.

## 역사
경기장은 페트로스 I. 치리오스(Petros I. Tsiros)라는 자선가의 엄청난 기부금을 비롯한 여럿 자선 단체의 인도적인 도움으로 1975년에 13,331명을 수용할 수 있는 경기장을 건설할 수 있게 되었다. 이는 곧 페트로스 I. 치리오스의 이름을 본따서 치리오 스타디움으로 명명하게 된다.
과거에는 키프로스 축구 국가대표팀의 홈 구장으로 사용되곤 했다. 1992년에 키프로스에서 개최했던 UEFA U-17 축구 선수권 대회의 몇몇 경기도 치리오 스타디움에서 이루어졌다. D조의 몇몇 경기와 준결승전 2경기가 모두 이루어졌다.

## 기록

### 2002년 FIFA 월드컵 유럽 지역 예선
| 날짜             | 팀 1     | 스코어 | 팀 2       | 라운드 |
| ---------------- | -------- | ------ | ---------- | ------ |
| 2000년 11월 15일 | 키프로스 | 5 - 0  | 안도라     | 2조    |
| 2001년 3월 28일  | 키프로스 | 2 - 2  | 에스토니아 | 2조    |